# Halové mistrovství České republiky v atletice 1996
Halové mistrovství ČR v atletice 1996 se uskutečnilo ve dnech 24.–25. února 1996 v Praze.

## Medailisté

### Muži
| Soutěž                       | Zlato                     | Stříbro                      | Bronz                    |
| 50 m                         | Ivo Krsek 5.76            | Martin Duda 5.80             | Róbert Michalík 5.86     |
| 200 m                        | Martin Morkes 21.63       | Jiří Valík 21.87             | Jiří Šveněk 22.21        |
| 400 m                        | Lukáš Souček 47.18        | Milan Kovář 47.69            | David Nikodým 48.85      |
| 800 m                        | Kamil Hůrka 1:50.37       | Roman Oravec 1:52.20         | Aleš Kohout 1:52.52      |
| 1500 m                       | Lukáš Vydra 3:51.68       | Lubomír Pokorný 3:52.14      | Michael Nejedlý 3:52.53  |
| 3000 m                       | Milan Drahoňovský 8:09.37 | Miloslav Suchý 8:11.95       | Radomír Soukup 8:15.74   |
| 50 m př.                     | Tomáš Dvořák 6.59         | Robert Změlík 6.62           | Petr Pavlíček 6.76       |
| Skok do výšky                | Svatoslav Ton 223         | Tomáš Ort 221                | Libor Šalamoun 221       |
| Skok o tyči                  | Martin Kysela 540         | Pavel Beran, Petr Špaček 530 | –                        |
| Skok daleký                  | Milan Gombala 792         | Róbert Michalík 773          | Tomáš Dvořák 769         |
| Trojskok                     | Radek Řezáč 15.63         | Jiří Kuntoš 15.39            | Roman Hudeczek 15.34     |
| Vrh koulí                    | Josef Rosůlek 18.07       | Jan Bártl 17.92              | Remigius Machura 16.80   |
| Sedmiboj Praha 2. – 3.3.1996 | Roman Šebrle 5892 bodů    | Peter Sóldos 5771 bodů       | Martin Jelínek 5590 bodů |

### Ženy
| Soutěž                      | Zlato                     | Stříbro                   | Bronz                     |
| 50 m                        | Zdeňka Mušínská 6.28      | Štěpánka Klapáčová 6.49   | Martina Žabková 6.51      |
| 200 m                       | Štěpánka Klapáčová 24.38  | Zuzana Peichlová 24.55    | Zuzana Pastušková 24.59   |
| 400 m                       | Erika Suchovská 52.08     | Hana Benešová 52.81       | Naděžda Koštovalová 52.88 |
| 800 m                       | Ludmila Formanová 2:06.41 | Lenka Švaňhalová 2:10.82  | Šárka Horsáková 2:11.69   |
| 1500 m                      | Jana Biolková 4:25.25     | Lada Brázdilová 4:26.45   | Renata Hoppová 4:35.88    |
| 3000 m                      | Lada Brázdilová 9:46.71   | Renata Kvitová 10:13.62   | Anna Báčová 10:24.62      |
| 50 m př.                    | Nikola Špinová 7.09       | Iveta Rudová 7.11         | Helena Vinařová 7.11      |
| Skok do výšky               | Zuzana Kováčiková 192     | Petra Lašková 184         | Alena Nezdařilová 184     |
| Skok o tyči                 | Daniela Bártová 410       | Daniela Nováková 370      | Šárka Mládková 350        |
| Skok daleký                 | Helena Vinařová 630       | Eva Doležalová 604        | Kateřina Nekolná 597      |
| Trojskok                    | Šárka Kašpárková 14.47    | Alena Nezdařilová 12.63   | Eva Doležalová 12.57      |
| Vrh koulí                   | Zdeňka Šilhavá 16.17      | Jitka Svatošová 15.39     | Marcela Godziková 14.20   |
| Pětiboj Praha 2. – 3.3.1996 | Jana Klečková 3960 bodů   | Petra Šebelková 3602 bodů | Šárka Mládková 3547 bodů  |